# الوحدة الوطنية الروسية
الوحدة الوطنية الروسية (بالروسية:Русское Национальное Единство) ، هي منظمة سياسية روسية تنتمي لتفوق العرق الروسي على العرق الآخر، ويعتبرها من اليمين المتطرف ، وتنتمي للإيدلوجيا الفاشية ، وكان هدفها : الهجوم والتحقير للعرق القوقازي واليهودي والأرميني والأذري، وهذه المنظمة غير معترف فيها لروسيا الاتحادية.

## وصلات خارجية
- http://rne-center.org/
- The Reemergence of Political Anti-Semitism in Russia: A Call for Action
- http://rnerossia.narod.ru/index.html